# André-Joël Eboué
André-Joël Eboué (Yaoundé, 25 giugno 1974) è un ex calciatore camerunese, di ruolo portiere.

## Carriera

### Club
Dopo essere cresciuto nelle giovanili del Tonnerre Yaoundé, ha esordito in prima squadra nel 1995. Già nel 1997 si trasferisce per giocare in Europa, precisamente nelle file del Siviglia: totalizza 40 presenze in campionato, ma nel 1999 viene ceduto al Varzim, squadra portoghese.
Gioca poi in Qatar (nel Qatar SC) e, nella stagione 2001-2002, con il Varese, squadra di Serie C1.

### Nazionale
È partito titolare tre volte nella nazionale Under-20 ai campionati di categoria nel 1993.
Per la nazionale camerunese è stato convocato per la Confederations Cup 2003, ma non è mai sceso in campo. In seguito non ha mai collezionato presenze con la nazionale maggiore.

## Palmarès

### Club

#### Competizioni nazionali
- Coppa dell'Emiro del Qatar: 1

Qatar SC: 2001